# Заборье (Руднянский район)
Заборье — деревня в Руднянском районе Смоленской области России. Входит в состав Кругловского сельского поселения. Население — 79 жителей (2007 год). 
Расположена в западной части области в 9 км к северо-западу от Рудни, в 8 км севернее автодороги А141 Орёл — Витебск. В 10 км юго-восточнее деревни расположена железнодорожная станция Рудня на линии Смоленск — Витебск. 

## История
В годы Великой Отечественной войны деревня была оккупирована гитлеровскими войсками в июле 1941 года, освобождена в октябре 1943 года.